# Alis
Alis (arab. عليص) – wieś w Syrii, w muhafazie Aleppo, w dystrykcie Dżabal Siman. W 2004 roku liczyła 523 mieszkańców.